# Pianosonate (Hanson)
Howard Hanson componeerde zijn enige sonate voor piano (en enige sonate) rond 1918. De compositie is alleen in manuscriptvorm aanwezig in de bibliotheek van de instantie waar hij jarenlang werkzaam was, de Eastman School of Music.
Het manuscript is niet compleet; maar er staat wel in vermeld dat Hanson de sonate heeft uitgevoerd op 7 april 1919, niet bekend is waar. Het is bij het manuscript gebleven en bij de eerste opname van het werk in 1999, moest het door de pianist, Thomas Labé, gecompleteerd worden (of gereedgemaakt voor uitvoering).
De sonate bestaat uit één deel, maar heeft drie secties die in elkaar overvloeien:
1. Andante Espressivo;
2. Élégie herbique;
3. Triumphal Ode.

Deze secties zijn alleen op het titelblad vermeld, niet in het manuscript zelf. Howard wilde steeds nieuwe composities schrijven en had in het begin van zijn carrière weinig behoefte zijn vroege werken te reviseren, dat is waarschijnlijk de reden dat het bij een manuscript is gebleven.

## Bron en discografie
- Uitgave Naxos, Thomas Labé (piano)